# Museo dello Xinjiang
Il Museo della regione autonoma uigura dello Xinjiang, o Museo dello Xinjiang, si trova a Urumqi, nello Xinjiang, in Cina. Il suo indirizzo è 581 Xibei Road, Urumqi.
Il museo contiene oltre 40.000 oggetti di varie epoche e periodi culturali, tra cui 381 reperti culturali nazionali di primo grado (国家 一级 文物). Nel maggio 2008, il Museo dello Xinjiang è stato incluso nel primo lotto dei musei nazionali di primo livello della Cina.

## Storia
Il Museo dello Xinjiang è stato fondato nell'agosto 1959. L'attuale edificio del museo è stato costruito e aperto al pubblico il 20 settembre 2005.

## Collezioni
Il museo è suddiviso in quattro sezioni principali: "Recupero la gloria di ieri della regione occidentale - mostra delle reliquie storiche culturali nello Xinjiang", "mostra dei costumi etnici dello Xinjiang", "Le mummie del mondo immortale - la mostra delle antiche mummie dello Xinjiang " e " I monumenti storici - la mostra della storia rivoluzionaria dello Xinjiang ".

## Galleria d'immagini

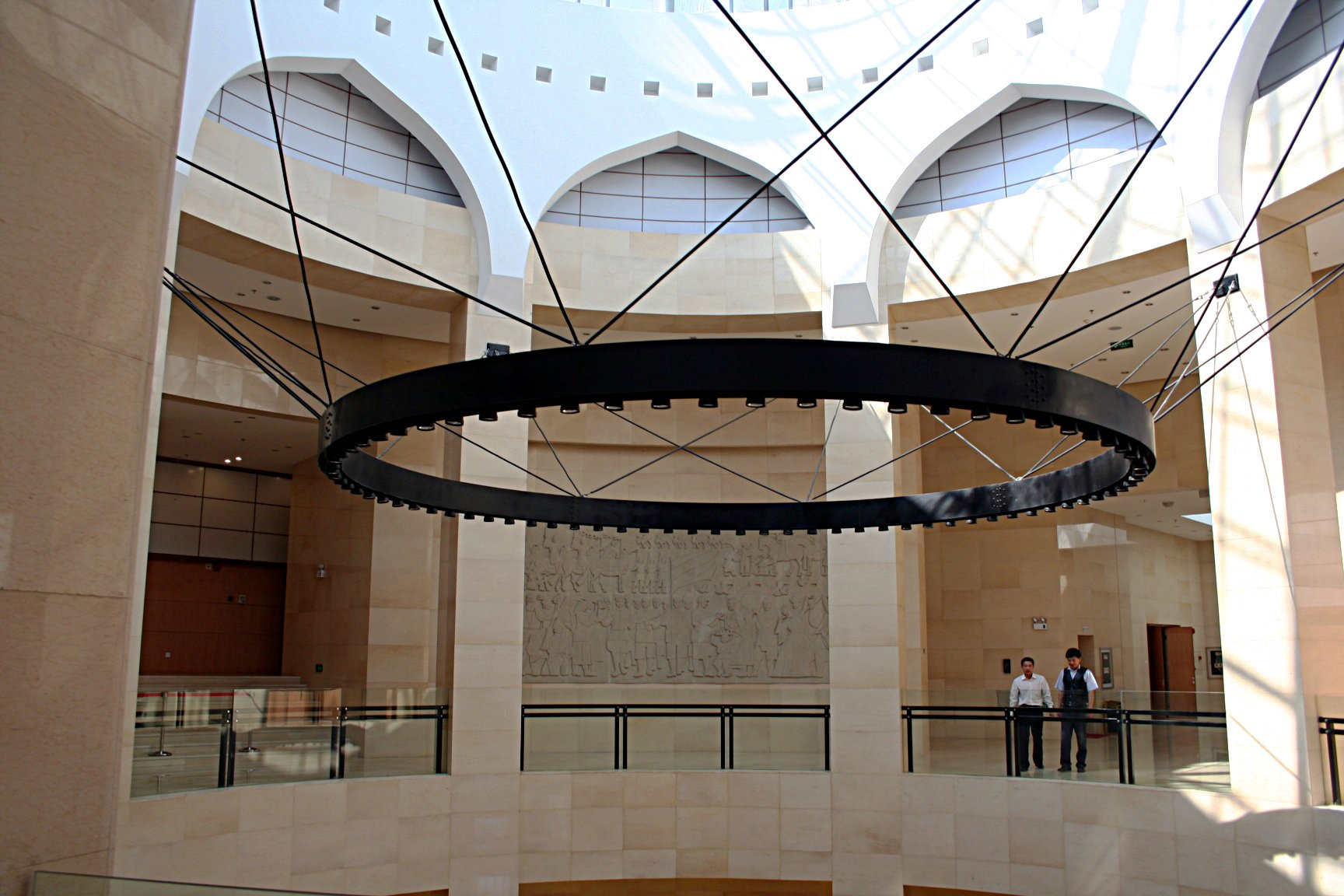
Interno del museo
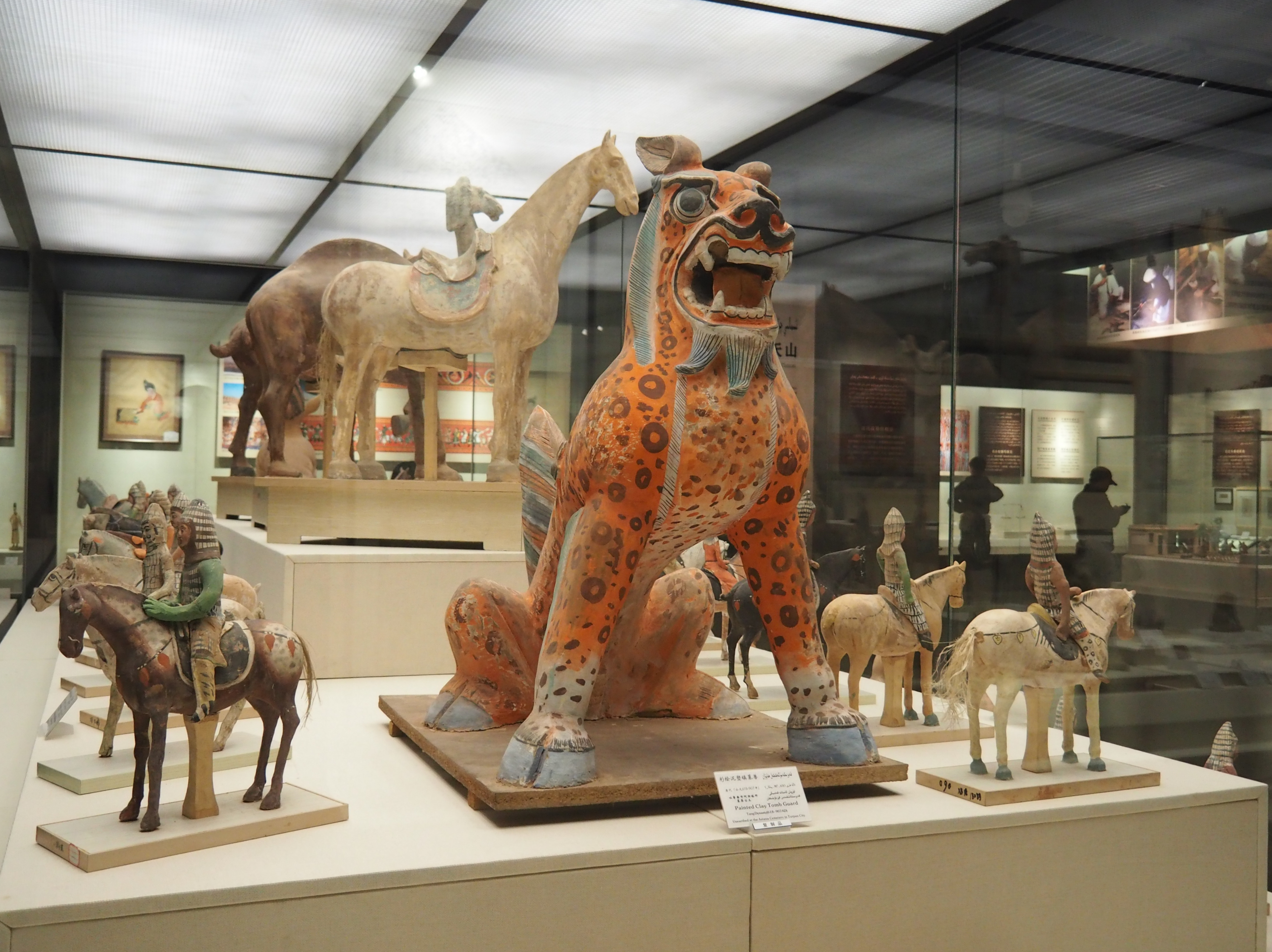
Una mostra nel Museo dello Xinjiang
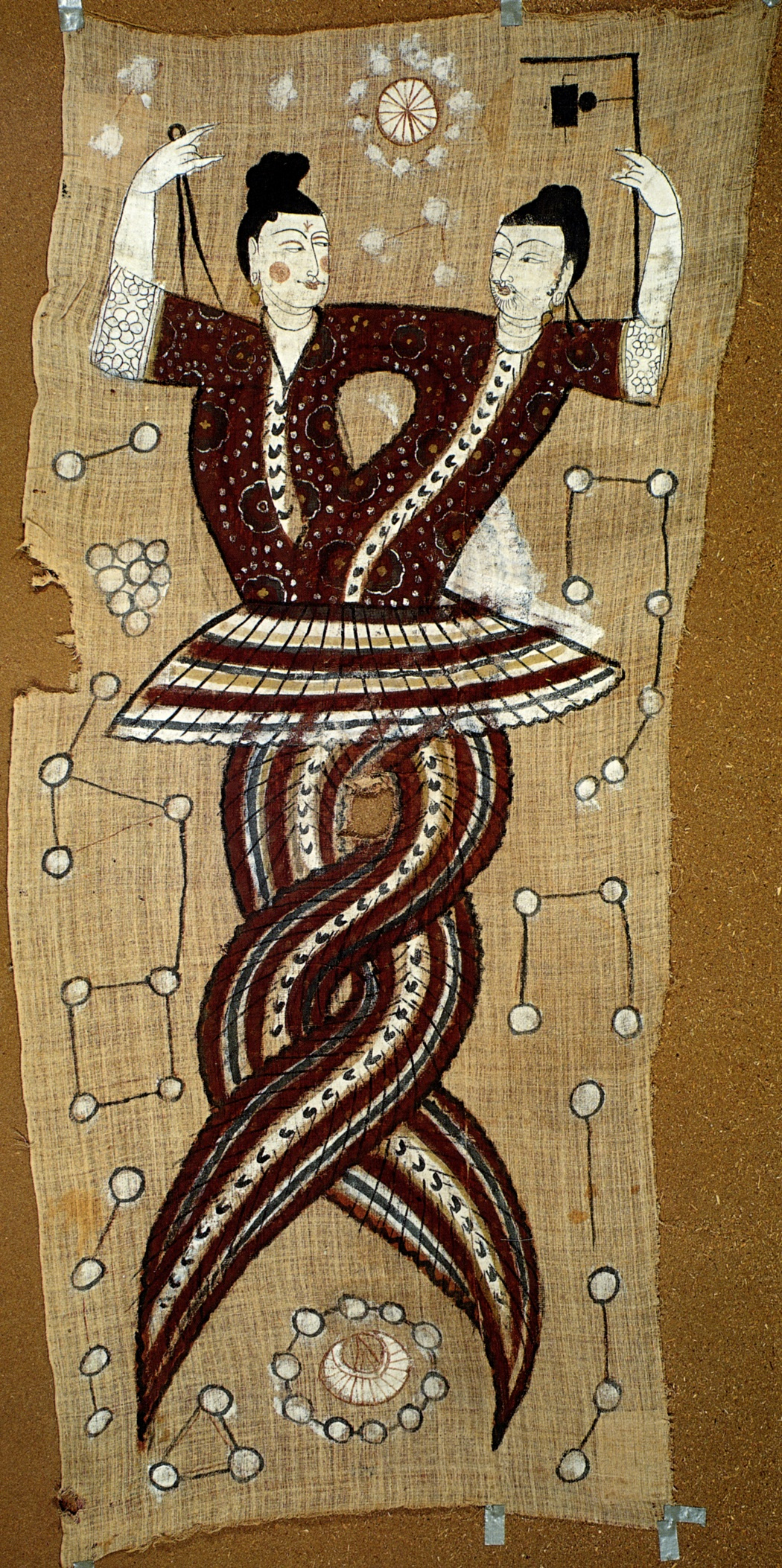
Fu Xi e, sua sorella e sua moglie, Nüwa
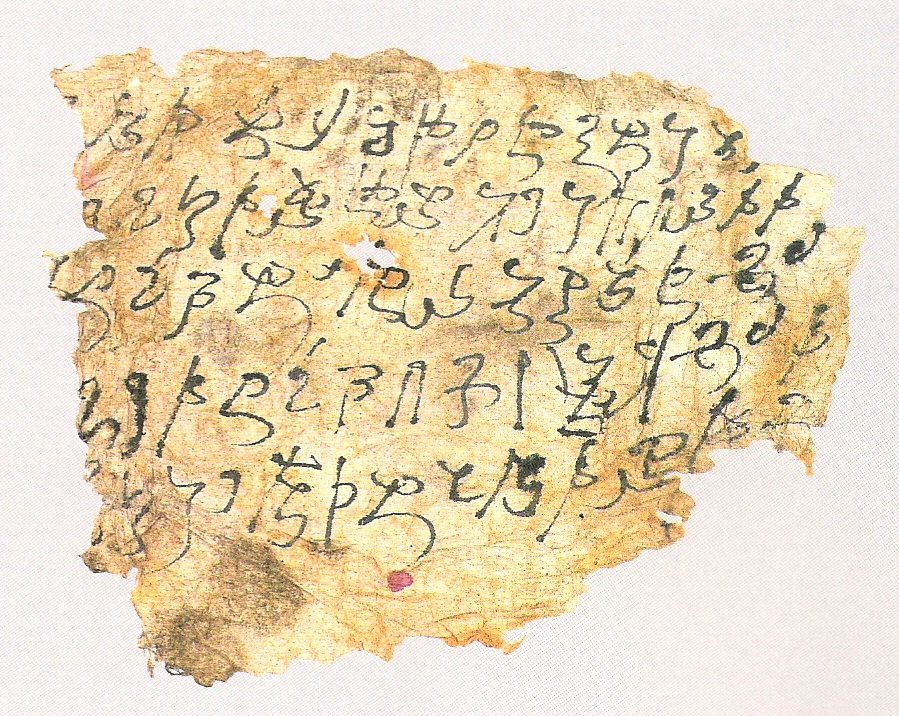
Scritto Kharosthi
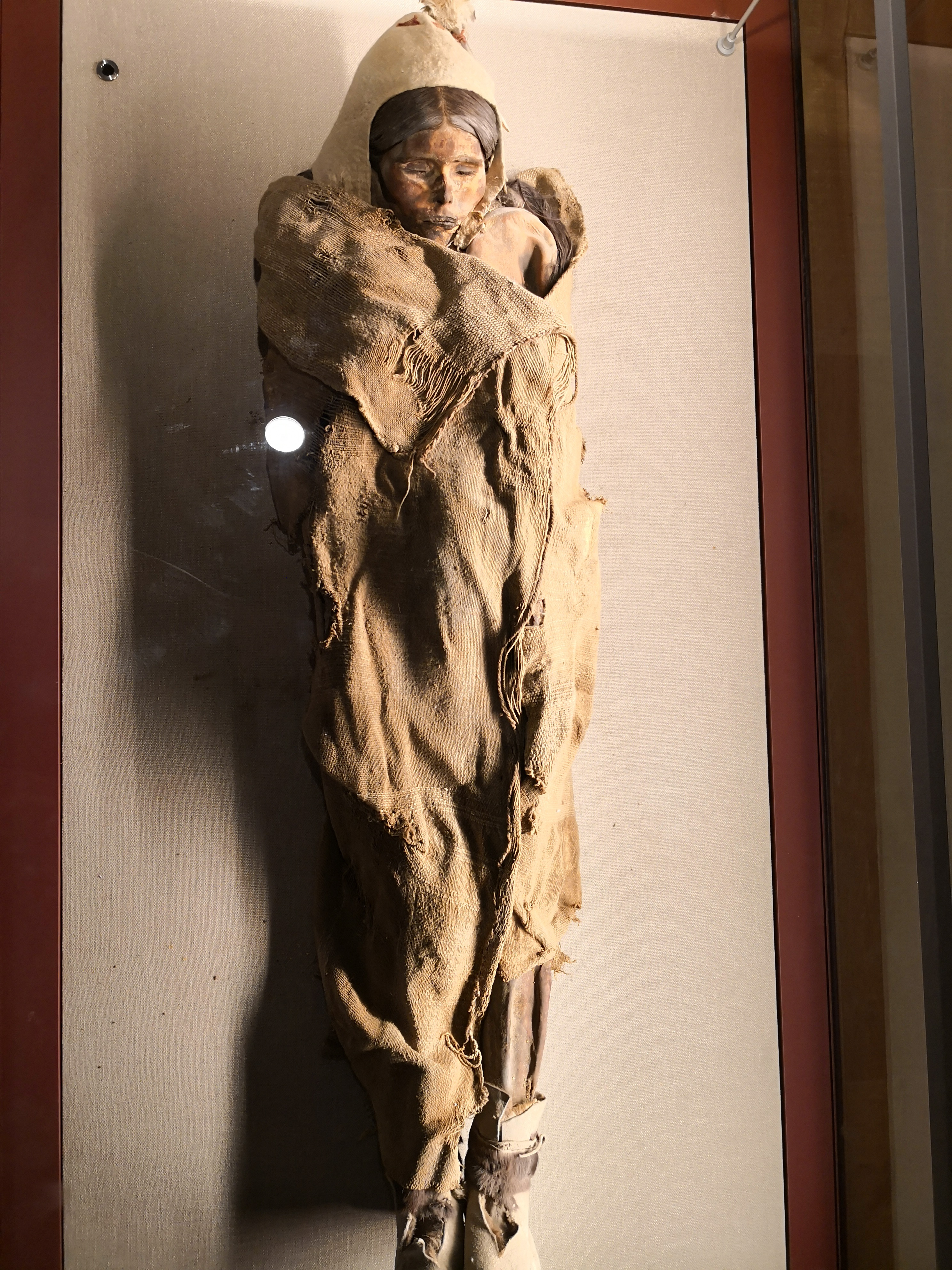
La bellezza di Loulan, una mummia di Loulan
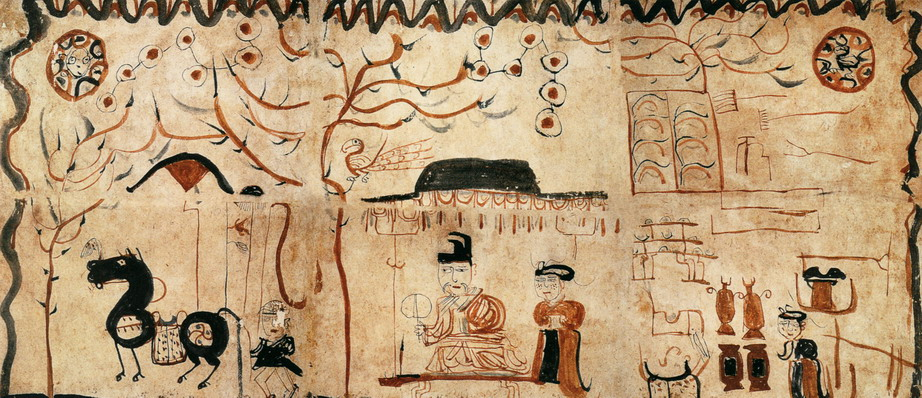
La vita raffigurata sul muro della tomba (cimitero di Astana)
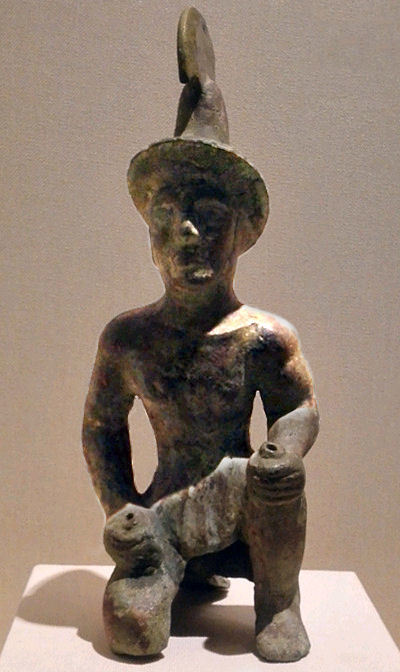
Statuetta di un soldato greco-bactriano, proveniente da un luogo di sepoltura del III secolo a.C. a nord del Tien Shan
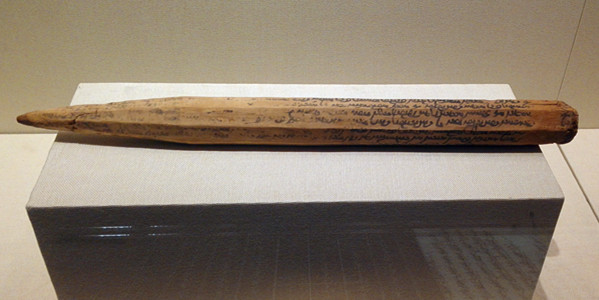
Una barra di legno incisa con l'antico alfabeto uiguro